# Etienne Gailly
Etienne Gailly (Beringen, 26 november 1922 - Genval, 21 oktober 1971) was een Belgische atleet, die zich had toegelegd op de lange afstand. Gailly vertegenwoordigde België op de marathon tijdens de Olympische Spelen van 1948 in Londen.

## Loopbaan
Na de Tweede Wereldoorlog, waarin hij nog in 1944 met een parachute boven de Ardennen was gedropt en tegen de Duitsers had gevochten, had hij maar drie jaar de tijd gehad om zich op de Olympische Spelen voor te bereiden. De langste afstand die hij tot in 1948 had gelopen, was 32,5 kilometer. In België was in het programma van de jaarlijkse Belgische kampioenschappen sinds 1903 de zogeheten 'Grand Fond' opgenomen. Dit was een langeafstandswedstrijd waarvan de lengte telkens varieerde tussen de 30 en 36 km. Gailly won dit kampioenschap voor de eerste maal in 1947. Het traject was uitgezet tussen Mechelen en Etterbeek en bedroeg 32 km. Een jaar later werd hij opnieuw kampioen op een traject dat ditmaal liep van Mechelen naar Brussel/Heizel en 32,5 km bedroeg. Vanaf 1952 wordt in België het Belgisch kampioenschap gelopen over de klassieke afstand van 42,195 km.
De marathon in Londen was dus zijn debuut op deze afstand. Etienne Gailly bereikte op 7 augustus 1948 als eerste het Wembley Stadion. Toen kreeg hij een inzinking. Meermalen raakte hij van de piste, wankelde in de richting van de eindstreep en werd in de laatste meters nog ingehaald door de Argentijn Delfo Cabrera en de Brit Thomas Richards. Hij finishte uiteindelijk in 2:35.34. Gailly heeft zelf nooit een verklaring voor de plotselinge inzinking kunnen vinden. Hij kon zich alleen nog herinneren dat hij tijdens de laatste meters van de marathon buiten deze wereld was geweest, en in zijn onderbewustzijn de schaduw van zijn tegenstrevers had waargenomen.
Een tweede olympische kans kreeg hij niet. In 1952, toen hij in Helsinki had kunnen starten, verminkte een mijn in de Koreaanse Oorlog een van zijn voeten.
Etienne Gailly kwam op 21 oktober 1971 op 48-jarige leeftijd in Genval nabij Brussel om het leven, nadat hij was aangereden door een auto.
Ter herdenking aan Gailly (ooit luitenant bij de paracommando's) organiseert Defensie jaarlijks de Challenge Gailly te Eupen. Deze aflossingswedstrijd, waarbij in ploegen van vijf personen elke deelnemer 8,5 km loopt en zo gezamenlijk de marathon wordt overbrugd, wordt op een loodzwaar parcours afgelegd. In 2016 wordt dit evenement voor de 40ste keer georganiseerd en jaarlijks zijn zo'n 900 atleten aanwezig.

## Belgische kampioenschappen
| Onderdeel    | Jaar       |
| ------------ | ---------- |
| 'Grand Fond' | 1947, 1948 |

## Palmares

### 10.000 m
- 1947:  BK AC - 33.13,0

### marathon
- 1948:  OS - 2:35.34
- 1950:  marathon van Rome - 2:36.01
- 1950: 8e EK - 2:38.24
- 1950:  marathon van Brussel - 2:36.01[2]

1928 Louis Crooy en Victor Groenen · 1929 Georges Ronsse · 1930 Hyacinthe Roosen · 1931 René Milhoux en Jules Tacheny · 1933 Jef Scherens · 1934 Union Sint-Gillis · 1935 Arnold de Looz-Corswarem · 1936 Ernest Demuyter · 1937 Joseph Mostert · 1938 Hubert Carton de Wiart · 1939 Henry de Menten de Horne · 1940 Fernande Caroen · 1941 Jan Guilini · 1942 Pol Braekman · 1943 Albert de Ligne · 1944 niet toegekend · 1945 vliegend personeel van de Belgische sectie van de Royal Air Force · 1946 Gaston Reiff · 1947 Micheline Lannoy en Pierre Baugniet · 1948 Etienne Gailly · 1949 Feru Moulin · 1950 Briek Schotte · 1951 Johny Claes en Jacques Ickx · 1952 André Noyelle · 1953 bemanning van het jacht Omoo (zeilsport) · 1954 Adolf Verschueren · 1955 Roger Moens · 1956 Gilberte Thirion · 1957 Jacky Brichant en Philippe Washer · 1958 René Baeten · 1959 Belgische hockeyploeg bij de mannen · 1960 Flory Van Donck · 1961 Rik Van Looy · 1962 Gaston Roelants · 1963 Aureel Vandendriessche · 1964 Joël Robert · 1965 Eerste Jachtwing van de Belgische Luchtmacht · 1966 Raymond Ceulemans · 1967 Ferdinand Bracke en Eddy Merckx · 1968 Jacky Ickx · 1969 Serge Reding · 1970 Freddy Herbrand · 1971 Miel Puttemans · 1972 Karel Lismont · 1973 Roger De Coster · 1974 Paul Van Himst · 1975 Jean-Pierre Burny · 1976 Ivo Van Damme · 1977 Gaston Rahier · 1978 RSC Anderlecht · 1979 Robert Van de Walle · 1980 Belgische voetbalploeg bij de mannen · 1981 Annie Lambrechts · 1982 Ingrid Berghmans · 1983 Eddy Annys · 1984 André Malherbe · 1985 niet toegekend · 1986 William Van Dijck · 1987 Ingrid Lempereur · 1988 Eric Geboers · 1989 Michel Preud'homme · 1990 Jan Ceulemans · 1991 Jean-Michel Saive · 1992 Annelies Bredael · 1993 Vincent Rousseau · 1994 Brigitte Becue · 1995 Frédérik Deburghgraeve · 1996 Johan Museeuw · 1997 Luc Van Lierde · 1998 Ulla Werbrouck · 1999 Gella Vandecaveye · 2000 Joël Smets · 2001 Kim Clijsters en Justine Henin · 2002 Marc Wilmots · 2003 Stefan Everts · 2004 Axel Merckx · 2005 Tom Boonen · 2006 Kim Gevaert en Tia Hellebaut · 2007 4x100m-estafetteploeg voor vrouwen · 2008 niet toegekend · 2009 Philippe Gilbert · 2010 Philippe Le Jeune · 2011 Kevin Borlée · 2012 Evi Van Acker · 2013 Frederik Van Lierde · 2014 Daniel Van Buyten · 2015 4x400m-estafetteploeg voor mannen · 2016 Nafissatou Thiam · 2017 David Goffin · 2018 Nina Derwael · 2019 Belgische hockeyploeg bij de mannen · 2020 Wout van Aert · 2021 Bashir Abdi · 2022 Remco Evenepoel · 2023 Bart Swings · 2024 Lotte Kopecky
- Gemeinsame Normdatei: 137771924
- Virtual International Authority File: 81911713